# طيار جانا
طيار جانا هي أغنية شعبية قديمة نبعت من تونس أثناء الحرب العالمية الثانية على نص بالدارجة التونسية يتحدث عن قصف جوي من قبل طيران لوفتفافه والأغنية تهتف وترحب بالغارات الألمانية ، انتشر لحنها في تونس واخترق الحدود بسرعة إلى الجزائر حيث احتضنها الجزائريون تلقائيا بوفرة.

## موضوع الأغنية ولحنها
مصطلح طيار في حد ذاته يشير بطريقة ازدواجية إلى سائق الطائرة ، أو حسب فهم محلي إلى الطيرالممثل على رداء الضباط الألمان أي النسر رمز ألمانيا النازية.
```
يعكس موضوع الأغنية عدم الارتياح لقوم يشهدوا في الحرب التي يشنها الحاكم المستعمر ضد ألمانيا وهي عدو العدو إن لم نقل الحليف. أسلوبها الخام يصرخ الحقيقة لخبر الزمن. هذه الأغنية تم 
إيقاعها
 لعقود دون أي دعم مسجل ، وكانت هالتها في مستوى الإرادة الشعبية التي وردت منها.
```

تم تصميم الجملة الموسيقية على لحن أغنية سابقة طهار جانا  تغنى بمناسبة ختان طفل ، تطورت على مر السنين فتمت إضافة أبيات على إيقاع الأحداث ، يمكن لأي أحد أن يساهم فيها ، فكان هكذا المؤلف الفعلي الشعبين التونسي والجزائري جميعهما.

## كلمات الأغنية
طَيارْ جَانَا يَا رَبي وِتْكُونْ معَنَا إيه
فِي سْبِيسِيرِيةْ أنْدَاوِي فِي يديا إيه
قُنْبلَة انْجليزية وطاحَتْ فالجيرانْ احْدانا إيه
طَيارْ جَانَا يَا رَبي وِتْكُونْ معَنَا إيه
الا لْماني صُونَى والإنْجليزْ اصْبَح بَحْدانا إيه
تَحتِ الطوَابِي الَعْرُوسَةْ خَرْجِتْ عِرْيَانَةْ إيه
طَيارْ سْتوكا والدَنْيا راهي مَهْلوكَة إيه
زُوجْ أَلْمَانيةْ سَخْفُوا عِلى الارْضِ العَطْشَانَةْ إيه

## شرح بعض الألفاظ
سبيسيرية كلمة من أصل مالطي تعني في تونس الصيدلية أو قديما ورشة لإعداد الأدوية الطبيعية وبيعها.
طوابي الجمع من طابية في المغرب العربي يعني تحصين دفاعي خارجي إلى مكان أكثر أهمية ، وخاصة معقل أو خندق عميق.
كلمة ستوكا تشير إلى طراز طائرة شهيرة ترمز لوحدها بصفاراتها المرعبة إلى شدة كل الحرب العالمية الثانية. تعرضت بعض المدن في الإقليم للقصف بانتظام على الرغم من أن الأهداف كانت قواعد الحلفاء. لاحظ هنا المدى الهائل لهذه الطائرات التي كانت مطارات إقلاعاتها في جنوب إيطاليا.

## تفسير وايضاحات
تغنى هذه الأغنية على لحن احتفالي ومرح مع كلمات تتغير باستمرار وتضع نفسها في واقع اليوم ، وهي تعبير عن شعور الشعب المحاصر في مثل هذه الحالة التي تمكّن من الحصول على الرضا من جو عمّه الخراب والدمار. فهذه اللحظات من السعادة في الفوضى ليست غريبة لدى الشعوب المختنقة. يُشعر كأن المؤلف غناها مباشرة بعد قصف وزوال حالة الطواريء.
إن نصوص هذه الأغاني الشعبية القديمة لا تقدّر ، فهي حاملة لجانب من الوقائع لا نجده في الكتب والصحف.

## وصلات خارجية
- شريط في يوتوب - أداء نموذجي مدته حوالي دقيقة